# Štědrá
Štědrá (en allemand : Stiedra) est une commune du district de Karlovy Vary, dans la région de Karlovy Vary, en République tchèque. Sa population s'élevait à 537 habitants en 2020.

## Géographie
Štědrá se trouve à 10 km à l'est de Toužim, à 26 km au sud-est de Karlovy Vary et à 95 km à l'ouest de Prague.
La commune est limitée par Bochov et Žlutice au nord, par Pšov à l'est, par Manětín et Bezvěrov au sud, et par Toužim à l'ouest.

## Histoire
La première mention écrite de la localité date de 1239.

## Administration
La commune se compose de huit quartiers :
- Brložec
- Domašín
- Lažany
- Mostec
- Prohoř
- Přestání
- Štědrá
- Zbraslav